# Układ otwarty (automatyka)
Układ otwarty (ang. open-loop system) – układ automatyki, w którym sygnał wejściowy nie zależy od aktualnej wartości sygnału wyjściowego, ponieważ nie występuje sprzężenie zwrotne, a wynika jedynie z wewnętrznego stanu obiektu. Przebieg sygnału następuje tylko w jednym kierunku, od wejścia do wyjścia. Innymi słowy w układzie nie ma połączenia między wyjściem a wejściem układu. Układ otwarty jest uproszczonym układem sterowania w stosunku do układu regulacji (układu zamkniętego).
Sterowanie w układzie otwartym (ręczne lub automatyczne) polega na takim nastawieniu wielkości wejściowej, aby znając charakterystykę obiektu i przewidując możliwość działania nań zakłóceń, otrzymać na wyjściu pożądaną wartość. Ponieważ nie istnieje możliwość tłumienia nieznanych zakłóceń oraz osiągnięcie wartości zadanej nie może być zweryfikowane, układ otwarty stosowany jest w przypadku prostych obiektów, dla których znany jest dokładny model matematyczny. W przypadku znanej wartości zakłócenia (np. temperatury na zewnątrz budynku, w którym znajduje się kocioł centralnego ogrzewania) układ otwarty może być użyty do jego kompensacji.
Podstawową wadą takiego rodzaju sterowania jest wpływ dynamiki układu na wartość wyjściową. W porównaniu do układu regulacji, układ otwarty jest bardziej czuły na zmiany wzmocnienia statycznego w układzie.
PrzykładJako przykład może posłużyć sterowanie samochodem, tak aby utrzymać jego stałą prędkość (zob. tempomat). W tym przypadku układem jest samochód, wielkością wyjściową układu – prędkość, wielkością wejściową – przesunięcie pedału gazu, a wartością zadaną – pożądana prędkość.
Najprostszym sposobem na rozwiązanie takiego zadania jest zablokowanie pedału gazu w ustalonej pozycji. Rozwiązanie takie ma jednak podstawową wadę – dobrze sprawdzać się będzie tylko na płaskim terenie. Podczas jazdy pod górę samochód zwolni, a podczas zjeżdżania z góry przyspieszy.